# Святая Елена (линейный корабль)
«Святая Елена» — 74-пушечный парусный линейный корабль Балтийского флота России. Один из четырёх кораблей типа «Царь Константин». Был заложен 1 (12) июля 1780 года в Санкт-Петербургском Адмиралтействе, спущен на воду 6 (17) сентября 1785 года. Строительство велось корабельными мастерами И. В. Ямесом и Г. Ивановым.
Корабль принимал участие в войне с Швецией 1788—1790 годов, войне с Францией 1792—1797 годов, войне с Францией 1804—1807 годов, войне с Турцией 1806—1812 годов.

## История службы

### Русско-шведская война
20 декабря 1787 указом Адмиралтейств-коллегии корабль был определён к Средиземноморской эскадре адмирала С. К. Грейга. 23 июня 1788 года с эскадрой Грейга «Святая Елена» покинула Кронштадт и отправилась на поиск неприятельских судов. 6 июля корабль принял участие в Гогландском сражении, находился в кордебаталии. Во время сражения кораблём было получено 35 пробоин. Было убито 6 человек, ранено 10. До 7 октября корабль в составе эскадры ходил в крейсерство в Финский залив, после чего ушёл в Ревель.
2 июля 1789 года с эскадрой адмирала В. Я. Чичагова корабль вышел из Ревеля и отправился в Балтийское море, при этом на корабле держал свой флаг вице-адмирал А. В. Мусин-Пушкин. 15 июля «Святая Елена» приняла участие в Эландском сражении, после чего ходила с флотом в крейсерство в районе островов Борнгольм, Готланд и мыса Дагерорт. 16 августа корабль пришёл на Ревельский рейд, а с 27 августа в составе эскадры крейсировал в Финском заливе. 11 октября корабль вернулся в Ревель.
2 мая 1790 корабль участвовал в Ревельском сражении. Он стоял на шпринге в первой линии и во время боя совершил 518 выстрелов, потерь в личном составе не имел. 24 мая с эскадрой адмирала В. Я. Чичагова корабль отправился на поиск шведских судов. 29 мая преследовавшая шведов эскадра вошла в Выборгский залив. 9 июня «Святая Елена» заняла позицию в середине, в составе главных сил. 22 июня состоялось Выборгское сражение.
До 21 августа корабль с эскадрами и отрядами крейсировал в районе Свеаборга, после чего вернулся в Ревель. В 1791 году в составе эскадры «Святая Елена» находилась в практическом плавании в Финском заливе.

### Война с Францией
30 июня 1793 года с эскадрой адмирала Чичагова корабль вышел из Ревеля и отправился к проливу Зунд, при этом на корабле держал свой флаг адмирал А. И. Круз. У острова Мён отряд Круза отделился от основной эскадры и 14 июля пришёл в Копенгаген.
С 19 июля по 8 августа отряд Круга ходил крейсировать в Северное море, а 13 августа вышел из Копенгагена, у Борнгольма воссоединился с эскадрой и 20 августа пришёл в Ревель. В 1794 году «Святая Елена» с эскадрой крейсировала в Балтийском море. 21 июня 1795 года в составе эскадры контр-адмирала П. И. Ханыкова корабль отправился из Ревеля в Англию для того, чтобы совместно с английским флотом блокировать побережья Франции и Голландии. 27 июля «Святая Елена» пришла на Дильский рейд.
С 10 августа 1795 года по сентябрь 1796 года «Святая Елена» крейсировала в Северном море, а 24 сентября 1796 года с эскадрой снялась с Ширнесского рейда и, зайдя по пути в Копенгаген и Ревель, 30 октября пришла в Кронштадт. С 6 сентября 1798 года по 1 августа 1804 года корабль тимберовался в доке Петра Великого.

### Война с Францией 1804—1807 годов
13 октября 1804 года на борт «Святой Елены» поднялись солдаты 1-го Морского полка, были погружены и припасы, и корабль с эскадрой капитан-командора А. С. Грейга вышел из Кронштадта в Средиземное море по маршруту Копенгаген — Портсмут — Гибралтар — Майорка; 11 января 1805 года эскадра прибыла в Корфу.
В ноябре 1805 года корабли эскадры доставили войска в Неаполь, однако после Аустерлица возвратили их обратно на Корфу. С 12 февраля по 5 марта 1806 года «Святая Елена» конвоировала английские транспортные суда на Мальту. 15 марта в составе отряда вице-адмирала Д. Н. Сенявина корабль прибыл в Кастельново. 30 марта корабли отряда обстреляли крепость Курцало, которая была вынуждена капитулировать. В апреле 1806 года «Святая Елена» сопровождала транспортные суда в Триест и с фрегатом «Венус» блокировала Венецию. В мае 1806 года «Святая Елена» действовала у Новой Рагузы.
5 июня, находясь в составе отряда, «Святая Елена» обстреляла крепость Сан-Марко, а 14 июня, забрав с других кораблей больных и раненых, ушла в Корфу. С 23 июля корабль крейсировал в районе Новой Рагузы и Котора. 27—29 ноября с отрядом Д. Н. Сенявина «Святая Елена» высадила десант и обстреляла крепость Курцало. После того, как крепость была взята, вся эскадра отошла, а «Святая Елена» осталась у крепости. 10 марта 1807 года «Святую Елену» сменил корабль «Москва», и она вернулась к Корфу.

### Русско-турецкая война 1806—12 годов
22 марта 1806 «Святая Елена» и корабль «Уриил» вышли из Корфу и направились в Архипелаг. 4 апреля в районе острова Тенедос воссоединились с эскадрой вице-адмирала Д. Н. Сенявина.
С 24 апреля по 1 мая «Святая Елена» с отрядом контр-адмирала А. С. Грейга совершала демонстративный проход по маршруту Смирна — Лесбос — Хиос — Тенедос для выманивания турецкого флот. 10—11 мая корабль принимал участие в Дарданелльском сражении.
1 июня в составе отряда А. С. Грейга корабль подошёл к Лемносу, через два дня суда русской эскадры высадили десант, а на следующий день начали обстрел крепости Пелари. 5 июня на борт «Святой Елены» поднялся десант, после чего корабль ушёл к острову Тенедос, поскольку из Дарданелл вышел турецкий флот. 19 июня «Святая Елена» приняла участие в Афонском сражении. С кораблём «Ретвизан» она атаковала авангард турецкой эскадры. На следующий день «Святая Елена» в составе отряда А. С. Грейга отправилась к Афонской горе для атаки отставших судов турецкого флота. При подходе русского отряда турки посадили свои суда на мель и сожгли.
25 июня «Святая Елена» возвратилась к острову Тенедос. С 1 по 14 августа корабль в составе эскадры крейсировал у Дарданелл, 28 августа с эскадрой Д. Н. Сенявина вышел из Архипелага и 4 сентября пришёл в Корфу, откуда ушёл в Россию 19 сентября.
5 октября русская эскадра миновала Гибралтар, а в океане попала в шторм. «Святая Елена» получила значительные повреждения и больше не могла держаться в строю. Корабль отделился от эскадры, 28 октября пришёл в Лиссабон, куда через два дня пришли остальные суда.
С ноября 1807 года русская эскадра оказалась заблокирована в Лиссабонском порту флотом Англии, так как началась англо-русская война 1807—1812 годов.
С 30 апреля по 12 июня 1808 «Святая Елена» ремонтировалась в Лиссабонском адмиралтействе. После подписания Лиссабонского мирного договора 31 августа 1808 русская эскадра вышла из Лиссабона и в сопровождении английских кораблей 26 сентября прибыла в Портсмут.
29 сентября 1808 года «Святая Елена» спустила Андреевский флаг, вымпел и гюйс. Экипаж был доставлен в Ригу на английских транспортах.
В 1813 корабль продан.

## Командиры
Командирами корабля служили:
1. 1785 — А. А. Пекин (на переходе из Санкт-Петербурга в Кронштадт).
2. 1786 — С. И. Золотилов
3. 1788—1796 — К. Е. Брейер
4. 1804—1808 — И. Т. Быченский